# رودولفو رودريجز
رودولفو سيرجيو رودريغيز رودريغيز (بالإسبانية: Rodolfo Rodríguez) (من مواليد 20 يناير 1956 في مونتيفيديو) هو حارس مرمى كرة القدم في أوروغواي المتقاعدين. وهو ثاني لاعب الأكثر تتويجا في تاريخ المنتخب الاوروغواياني مع 78 مباراة بين عامي 1976 و 1986
بدأ حياته المهنية في لاعب الشباب سيرو في عام 1971، لكنه انتقل إلى ناسيونال في عام 1976.
في نادي ناسيونال، بدأ حياته المهنية رودريغيز في عام 1976. لعب مع الفريق حتى عام 1984، بعد أن فاز في بطولة الأوروغواي عام 1977 و 1980 و 1983، وكأس ليبرتادوريس عام 1980 وكأس انتركونتيننتال عام 1980 أيضا.